# شروتی شرما
شروتی شرما (انگلیسی: Shruti Sharma) یک مدل هندی، بازیگر و شرکت کننده جشنواره زیبایی است. او عنوان دوم دوشیزه هند دنیا را در مراسم ملکه زیبایی هند ۲۰۰۲ کسب کرد. او نماینده هند در مراسم دوشیزه دنیا ۲۰۰۲، که در لندن برگزار شد، بود و به بخش نیمه نهایی راه یافت. او هم چنین به عنوان شرکت کننده فاقد مکان، در مراسم دوشیزه هند ۲۰۰۱ شرکت کرد.